# Samantha Who?/Episodenliste

Logo zur Serie

Diese Episodenliste enthält alle Episoden der US-amerikanischen Fernsehserie Samantha Who?, sortiert nach der US-amerikanischen Erstausstrahlung. Die Fernsehserie umfasst insgesamt zwei Staffeln mit 35 Episoden.

## Übersicht
| Staffel | Episodenanzahl | Erstausstrahlung USA | Erstausstrahlung USA | Deutschsprachige Erstausstrahlung | Deutschsprachige Erstausstrahlung |
| Staffel | Episodenanzahl | Staffelpremiere      | Staffelfinale        | Staffelpremiere                   | Staffelfinale                     |
| ------- | -------------- | -------------------- | -------------------- | --------------------------------- | --------------------------------- |
| 1       | 15             | 15. Oktober 2007     | 12. Mai 2008         | 3. September 2008                 | 3. Dezember 2008                  |
| 2       | 20             | 13. Oktober 2008     | 23. Juli 2009        | 4. Juni 2012                      | 28. Juni 2012                     |

## Staffel 1
Die Erstausstrahlung der ersten Staffel war vom 15. Oktober 2007 bis zum 12. Mai 2008 auf dem US-amerikanischen Fernsehsender ABC zu sehen. Die deutschsprachige Erstausstrahlung sendete der Sender ProSieben vom 3. September 2008 bis zum 3. Dezember 2008.
| Nr. (ges.) | Nr. (St.) | Deutscher Titel            | Originaltitel         | Erstausstrahlung USA | Deutschsprachige Erstausstrahlung (D) | Regie                 | Drehbuch                    |
| ---------- | --------- | -------------------------- | --------------------- | -------------------- | ------------------------------------- | --------------------- | --------------------------- |
| 1          | 1         | Gute Sam, böse Sam         | Pilot                 | 15. Okt. 2007        | 3. Sep. 2008                          | Robert Duncan McNeill | Cecelia Ahern & Donald Todd |
| 2          | 2         | Der Job                    | The Job               | 22. Okt. 2007        | 10. Sep. 2008                         | Lee Shallat Chemel    | Donald Todd                 |
| 3          | 3         | Die Hochzeit               | The Wedding           | 29. Okt. 2007        | 17. Sep. 2008                         | Michael Spiller       | Christine Zander            |
| 4          | 4         | Die Jungfrau               | The Virgin            | 5. Nov. 2007         | 24. Sep. 2008                         | Barnet Kellman        | Bob Kushell                 |
| 5          | 5         | Die einstweilige Verfügung | The Restraining Order | 12. Nov. 2007        | 1. Okt. 2008                          | Barnet Kellman        | Alex Reid                   |
| 6          | 6         | Die Hypnosetherapeutin     | The Hypnotherapist    | 19. Nov. 2007        | 8. Okt. 2008                          | Michael Spiller       | Pamela Ribon                |
| 7          | 7         | Das Eishockeydate          | The Hockey Date       | 26. Nov. 2007        | 15. Okt. 2008                         | Tucker Gates          | Justin Adler                |
| 8          | 8         | Das Auto                   | The Car               | 3. Dez. 2007         | 15. Okt. 2008                         | Paul Lazarus          | Jim Reynolds                |
| 9          | 9         | Die Trennung               | The Break-Up          | 10. Dez. 2007        | 22. Okt. 2008                         | Tucker Gates          | Ric Swartzlander            |
| 10         | 10        | Die Freundin               | The Girlfriend        | 7. Apr. 2008         | 5. Nov. 2008                          | Julie Anne Robinson   | Jessi Klein                 |
| 11         | 11        | Der Chef                   | The Boss              | 14. Apr. 2008        | 12. Nov. 2008                         | Julie Anne Robinson   | Jenny Lee                   |
| 12         | 12        | Die Schmetterlinge         | The Butterflies       | 21. Apr. 2008        | 19. Nov. 2008                         | Lee Shallat-Chemel    | Kim Duran                   |
| 13         | 13        | Die Vernissage             | The Gallery Show      | 28. Apr. 2008        | 26. Nov. 2008                         | Lee Shallat-Chemel    | Alex Reid                   |
| 14         | 14        | Die Affäre                 | The Affair            | 5. Mai 2008          | 3. Dez. 2008                          | Paul Lazarus          | Bob Kushell                 |
| 15         | 15        | Der Geburtstag             | The Birthday          | 12. Mai 2008         | 3. Dez. 2008                          | Dennie Gordon         | Donald Todd                 |

## Staffel 2
Die Erstausstrahlung der zweiten Staffel war vom 13. Oktober 2008 bis zum 23. Juli 2009 auf dem US-amerikanischen Fernsehsender ABC zu sehen. Die deutschsprachige Erstausstrahlung sendete der Sender Sixx vom 4. Juni 2012 bis zum 28. Juni 2012.
| Nr. (ges.) | Nr. (St.) | Deutscher Titel                   | Originaltitel              | Erstausstrahlung USA | Deutschsprachige Erstausstrahlung (D) | Regie                | Drehbuch                  |
| ---------- | --------- | --------------------------------- | -------------------------- | -------------------- | ------------------------------------- | -------------------- | ------------------------- |
| 16         | 1         | Der Tanzwettbewerb                | So I Think I Can Dance     | 13. Okt. 2008        | 4. Juni 2012                          | Wendey Stanzler      | Marco Pennette            |
| 17         | 2         | Die Reise nach Afrika             | Out of Africa              | 20. Okt. 2008        | 5. Juni 2012                          | Lee Shallat-Chemel   | Donald Todd               |
| 18         | 3         | Die Erinnerungspille              | The Pill                   | 27. Okt. 2008        | 6. Juni 2012                          | Peter Lauer          | Dawn DeKeyser             |
| 19         | 4         | Das Gebäude                       | The Building               | 3. Nov. 2008         | 7. Juni 2012                          | Lee Shallat-Chemel   | Jim Reynolds              |
| 20         | 5         | Hilfe                             | Help!                      | 10. Nov. 2008        | 8. Juni 2012                          | Lee Shallat-Chemel   | Pamela Ribon              |
| 21         | 6         | Die Ex-Freundin                   | The Ex                     | 17. Nov. 2008        | 11. Juni 2012                         | Beth McCarthy-Miller | Jessi Klein               |
| 22         | 7         | Die Hühnerfarm                    | The Farm                   | 24. Nov. 2008        | 12. Juni 2012                         | Lee Shallat-Chemel   | Rafael Garcia             |
| 23         | 8         | Der Park                          | The Park                   | 24. Nov. 2008        | 13. Juni 2012                         | Bob Berlinger        | Bob Kushell               |
| 24         | 9         | Der Familienurlaub                | The Family Vacation        | 1. Dez. 2008         | 14. Juni 2012                         | Paul Lazarus         | Jim Reynolds              |
| 25         | 10        | Der Freund meiner besten Freundin | My Best Friend’s Boyfriend | 26. März 2009        | 15. Juni 2012                         | Lee Shallat-Chemel   | Dawn DeKeyser             |
| 26         | 11        | Der Hund                          | The Dog                    | 2. Apr. 2009         | 18. Juni 2012                         | Paul Lazarus         | Pamela Ribon              |
| 27         | 12        | Die wunderbare Rassistin          | The Amazing Racist         | 9. Apr. 2009         | 19. Juni 2012                         | Lee Shallat-Chemel   | Marco Pennette            |
| 28         | 13        | Der Wegweiser                     | The Debt                   | 16. Apr. 2009        | 20. Juni 2012                         | Lee Shallat-Chemel   | Jim Reynolds              |
| 29         | 14        | Der Rockstar                      | The Rock Star              | 25. Juni 2009        | 21. Juni 2012                         | Lee Shallat-Chemel   | Marco Pennette            |
| 30         | 15        | Todds Job                         | Todd’s Job                 | 2. Juli 2009         | 22. Juni 2012                         | Lee Shallat-Chemel   | Alex Reid                 |
| 31         | 16        | Die Schwester                     | The Sister                 | 2. Juli 2009         | 29. Juni 2012                         | Lee Shallat-Chemel   | Alex Reid                 |
| 32         | 17        | Der Traumjob                      | The Dream Job              | 9. Juli 2009         | 27. Juni 2012                         | Joanna Kerns         | Matthew Carlson           |
| 33         | 18        | Das erste Date                    | The First Date             | 9. Juli 2009         | 25. Juni 2012                         | Lee Shallat-Chemel   | Bob Kushell               |
| 34         | 19        | Die andere Frau                   | The Other Woman            | 23. Juli 2009        | 26. Juni 2012                         | Rebecca Asher        | Chad Drew & Annie Weisman |
| 35         | 20        | Ehering                           | With This Ring             | 23. Juli 2009        | 28. Juni 2012                         | Beth McCarthy-Miller | Donald Todd               |